# 中伊科列茨农村居民点
中伊科列茨农村居民点（俄语：Среднеикорецкое сельское поселение）是俄罗斯联邦沃罗涅日州利斯基区所属的一个农村居民点。其下辖有8个居民点，行政中心为中伊科列茨。据2016年统计，该农村居民点的人口为5996人。